# دوري الدرجة الأولى الأرجنتيني 1916
دوري الدرجة الأولى الأرجنتيني 1916 (بالإسبانية: Campeonato de Primera División 1916)‏ هو الموسم 25 من دوري الدرجة الأولى الأرجنتيني. أشرف على تنظيمه اتحاد الأرجنتين لكرة القدم، وكان عدد الأندية المشاركة فيه 22، وفاز فيه نادي راسينغ.